# فورت غيبسون (أوكلاهوما)
فورت غيبسون (بالإنجليزية: Fort Gibson, Oklahoma)‏ هي بلدة أمريكية تقع في الولايات المتحدة في أوكلاهوما. يقدر عدد سكانها بـ 4,154 نسمة ومساحتها 36.3 كم2 وترتفع عن سطح البحر 172 متر.

## أعلام
- ويليام باتلر
- جونيور كينيدي
- ميكانوبي